# Campionato FIA di Formula 3 europea regionale
Il Campionato FIA di Formula 3 europea regionale (ufficialmente denominato Formula Regional European Championship) è una serie automobilistica per monoposto in circuito, introdotta a partire dal 2019. La serie è approvata dalla FIA, nell'ambito del progetto di campionati F3 regionali, che fanno da livello intermedio nella carriera dei giovani piloti, nel passaggio tra i campionati di Formula 4 e il Campionato FIA di Formula 3 internazionale. L'esordio della categoria è avvenuto con un weekend di gare tra il 14 e il 15 aprile 2019 sul Circuito Paul Ricard.

## Storia
La creazione di questo campionato nasce dalla volontà della FIA di colmare il vuoto che si era venuto a creare in uscita dalle varie F.4 nazionali, con una categoria che diventasse il passaggio naturale per i giovani piloti che intendessero avanzare verso le categorie superiori. Dopo aver accantonato l'idea di due serie europee parallele suddivise per zona, la Federazione ha deciso di creare un unico campionato che potesse attirare il maggior numero di iscritti, affidandone la gestione e la promozione ad ACI e WSK. Pur trattandosi di un campionato di Formula  3, con vetture identiche a quelle utilizzate nel campionato asiatico, la FIA non ha potuto utilizzare, nella denominazione ufficiale, il marchio F3, di proprietà di Liberty Media per quanto riguarda l'europa. A causa della scarsa adesione alle stagioni 2019 e 2020, dal 2021 assumerà la denominazione di Formula Regional European Championship powered by Alpine - certified by FIA, in seguito alla fusione con la Formula Renault Eurocup, per mano di Renault ed ACI Sport.

## Albo d'oro
| Stagione | Vincitore             | Secondo              | Terzo            | Team            | Rookie               |
| -------- | --------------------- | -------------------- | ---------------- | --------------- | -------------------- |
| 2019     | Frederik Vesti        | Enzo Fittipaldi      | Igor Fraga       | Prema Powerteam | Frederik Vesti       |
| 2020     | Gianluca Petecof      | Arthur Leclerc       | Oliver Rasmussen | Prema Powerteam | Gianluca Petecof     |
| 2021     | Grégoire Saucy        | Hadrien David        | Paul Aron        | R-ace GP        | Isack Hadjar         |
| 2022     | Dino Beganovic        | Gabriele Minì        | Paul Aron        | Prema Powerteam | Leonardo Fornaroli   |
| 2023     | Andrea Kimi Antonelli | Martinius Stenshorne | Tim Tramnitz     | Prema Racing    | Martinius Stenshorne |
| 2024     | Rafael Câmara         | James Wharton        | Tuukka Taponen   | Prema Racing    | Noah Strømsted       |

## Aspetti tecnici

### La vettura
Trattandosi di un campionato monomarca, si compone di vetture tutte uguali costruite dall'azienda italiana Tatuus, mentre Alpine si occupa dei motori. Il telaio è il Tatuus F.3 T-318 in fibra di carbonio e rispetta i regolamenti attuali della Formula 3 FIA, compresa l'inclusione del sistema di sicurezza Halo. La serie utilizza le gomme Pirelli, nel 2021 viene confermato il fornitore italiano fino il 2024.

### Specifiche tecniche
- Motore: Alpine: Renault 4 cilindri turbo 1.8L a benzina preparato da Oreca[9]
- Cambio: semi-automatico sequenziale a 6 velocità[9]
- Potenza: 270 CV[9]

## Aspetti sportivi
Ai primi nove piloti in classifica sono attribuiti punti validi per la superlicenza FIA, necessaria per correre in Formula 1, con il vincitore che guadagna 25 punti, il massimo per un campionato di F3 regionale.

### Gare
Ogni weekend di gara è composto da due sessioni di prove libere il venerdì, entrambe di 40 minuti, due sessioni di qualifica da 15 minuti e tre gare, di cui una il sabato e due la domenica, della durata di 30 minuti più un giro.

#### Sistema di punteggio
Il punteggio assegnato per ogni gara segue lo schema classico della FIA:
| Posizione | 1° | 2° | 3° | 4° | 5° | 6° | 7° | 8° | 9° | 10° |
| --------- | -- | -- | -- | -- | -- | -- | -- | -- | -- | --- |
| Punti     | 25 | 18 | 15 | 12 | 10 | 8  | 6  | 4  | 2  | 1   |

### Circuiti
Nella prima stagione della categoria saranno disputati otto weekend di gara, per un totale di 24 gare. Quattro appuntamenti si svolgeranno in Italia, e cinque in circuiti che ospitano Gran Premi di Formula 1.

#### Tabella circuiti
| Circuito                              | Presenze | Stagioni di utilizzo |
| ------------------------------------- | -------- | -------------------- |
| Circuito Paul Ricard                  | 4        | 2019-2022            |
| Autodromo di Vallelunga               | 2        | 2019-2020            |
| Hungaroring                           | 2        | 2019, 2022           |
| Red Bull Ring                         | 4        | 2019-2022            |
| Autodromo Enzo e Dino Ferrari         | 4        | 2019-2022            |
| Circuito di Catalogna                 | 4        | 2019-2022            |
| Autodromo internazionale del Mugello  | 4        | 2019-2022            |
| Autodromo nazionale di Monza          | 4        | 2019-2022            |
| Misano World Circuit Marco Simoncelli | 1        | 2020                 |
| Zandvoort                             | 2        | 2021-2022            |
| Spa-Francorchamps                     | 2        | 2021-2022            |
| Monaco                                | 2        | 2021-2022            |
| Nürburgring                           | 1        | 2021                 |

### Squadre
Le squadre che hanno confermato la propria partecipazione al campionato sono: Prema Powerteam, Technorace, Mas du Clos, DR Formula, KIC Motorsport, US Racing.